# Margaritaville (South Park)
A Margaritaville a South Park című rajzfilmsorozat 184. része (a 13. évad 3. epizódja). Elsőként 2009. március 25-én sugározták az Egyesült Államokban. Magyarországon 2009. december 4-én mutatta be az MTV.
Az epizód egyszerre mutatja be és állít görbe tükröt a 2008-ban kirobbant gazdasági világválság elé, mely a bemutató idején érte el legnagyobb kiterjedését. Kyle Broflovski a cselekmény szerint Jézushoz hasonló megváltóként lép fel South Parkban, Stan Marsh pedig egy Margaritaville-turmixgépet próbál visszacserélni az üzletekben (mely az epizód során az ingatlan-buborék metaforája). Az epizódot a South Park egyik készítője, Trey Parker írta és rendezte; a Margaritaville a kritikusok körében többségében pozitív fogadtatásra lelt és a premiert 2,77 millió háztartásban látták (ezáltal a bemutató hetének legnézettebb műsora volt a Comedy Centralon).
A Margaritaville 2009-ben Emmy-díjat nyert az egy óránál rövidebb animációs műsorok kategóriájában.

## Cselekmény
|  | Alább a cselekmény részletei következnek! |

Stan Marsh kapott 100 dollárt, amit be szeretne fektetni a bankban, hogy pénze később kamatozhasson. A befektetett pénz azonban a bankár szerint hirtelen eltűnik, és dühösen elküldi Stant, mert már nem a bank ügyfele. Stan apja, Randy Marsh is ugyanígy jár a pénzével. Később a Marsh család vacsorához ül, és Randy elmagyarázza Stannak, hogy az emberek túl sokat költekeztek és túl sok hitelt vettek fel luxuscikkek vásárlására, ezért a gazdaság most bosszút áll. Randy tovább magyaráz, miközben a "Margaritaville" géppel turmixot csinál.
Eközben a televíziós hírekben hatalmas gazdasági visszaesésről számolnak be, South Park üzleti sétányán pedig sok ember szónokol, hogy miképpen jussanak ki a válságból. Randy is az emberek elé áll, megosztva velük az elméletét, miszerint abba kell hagyni a költekezést és puritán életmódot kell folytatni. Az emberek megfogadják Randy tanácsait, és ruhák helyett tógaként viselt lepedőkben kezdenek el járni, az elektromossággal működő gépeiket mind kidobják, és az autóikat is lecserélik lámákra. A város lakói így ókori életmódot kezdenek folytatni. Kyle is beszédet tart South Parkban, miszerint a gazdaságot nem emberfeletti lényként kell kezelni, hanem bízni benne; továbbá a költekezés egyáltalán nem árt a gazdaságnak. Ezt hallva a South Parki tanács (melynek Randy a vezetője) bosszút esküszik Kyle ellen. Azt tervezik, hogy megölik őt. Cartman a GTA: Chinatown Wars számítógépes játékért cserébe hajlandó elárulni Kyle-t és kiadni őt a tanácsnak.
Kyle pizzázni hívja barátait és elmondja nekik, hogy úgy érzi, egyikőjük nemsokára elárulja őt. Elhatározza, hogy egy hitelkeret nélküli platinakártyával minden South Park-inak kifizeti az adósságát. A sok csekk aláírása után Kyle végtelenül kimerül, és az emberek elviszik otthonába. Kyle-nak köszönhetően a gazdasági válság enyhülni kezd, ám az egész ország az elnököt, Barack Obamát ünnepli a válság megfékezéséért.
A cselekmény másik szála szerint Stan elindul a „Margaritaville” géppel, hogy visszacserélje azt. A boltban nem veszik vissza a turmixgépet (mivel azt Randy hitelből vette), ezért Stan a gép gyártójához megy. Onnan a fiút a Wall Street-re irányítják, de ott sem tudják visszafizetni a pénzt. Stan végül megérkezik Washingtonba és az államtól kéri vissza a gép árát. Három öltönyös ember elé megy, akik bemennek a tárgyalóterembe, majd később véresen kijönnek. Azt mondják, hogy a turmixgép 90 000 000 dollárt ér, de persze nem fogják kifizetni Stannek. Stan nem érti a dolgot, ezért bemegy a terembe az öltönyös emberek után. A bent lévő emberek kijelentik, hogy újabb vállalat áll a csőd szélén. Erre az egyik öltönyös ember megfog egy csirkét és levágja a fejét. A csirkét bedobja egy szerencsejáték-mezőre emlékeztető körbe, ahol a csirke tántorgása után egy sárga mezőre esik, melyen a kisegítés szó van. Erre az emberek úgy döntenek, hogy a vállalatot kisegítik. Stan az abszurd jelenetet látva dühösen eldobja a turmixgépet, és hazatér South Parkba.

## Kulturális utalások

Kyle és barátai a pizzázóban és Az utolsó vacsora

Az epizód címe Jimmy Buffett Margarita-keverőgépjére utal, mely az epizódban az ingatlanbuborék metaforájaként jelenik meg. Jimmy Buffett korábban a Mandulaműtét-hiba című részben is szerepelt (érdekesség, hogy egyik, 1977-ben íródott dalának a címe szintén Margaritaville).
Kyle Jézushoz hasonló megváltóként jelenik meg az epizódban, aki hatalmas áldozatot hoz, hogy megmentse a gazdaságot. Kyle vacsorája barátaival a pizzázóban utalás Jézus utolsó vacsorájára, barátai a tizenkét apostolt jelképezik, közülük Cartman alakítja Júdást, a Jézust eláruló tanítványt, néhány városlakó pedig tanácsot alakít. Kyle egy platina American Express hitelkártyával fizeti ki a South Park-i emberek adósságát.
Cartman eredetileg az új Grand Theft Auto IV című játékért cserébe árulja el Kylet – Cartman a Nintendo DS játékkonzoljára akarja a játékot, később viszont a Grand Theft Auto: Chinatown Wars-ra utal. A valóságban a GTA IV nem elérhető Nintendo DS-en (csak Xbox 360-on, PlayStation 3-on és PC-n), de az epizód premierje után egy héttel a Chinatown Wars Nintendo DS-re is megjelent.
A hírműsor interjújában szereplő munkások azt hangoztatják, hogy „elveszik a munkát”. Ez a motívum először A jövő jövevényei című epizódban jelent meg, de feltűnik a későbbi B.A.Sz. című részben is.